# Monolith of Phobos
Monolith of Phobos (англ. Моноліт Фобоса) — перший студійний альбом музичного проєкту бас-гітариста Primus Леса Клейпула та Шона Леннона The Claypool Lennon Delirium, що вийшов 2016 року.
Лес Клейпул та Шон Леннон познайомилися 2015 року під час спільних гастролей. Після закінчення турне музиканти зібралися в домашній студії Клейпула, де протягом двох тижнів спілкувалися, обмінювалися музичними ідеями та записували нові пісні, надихаючись прогресивним роком 1960-х років. Так з'явилися десять нових пісень, які вирішили видати студійним альбомом, назвавши цей сторонній проєкт «Делірієм Клейпула та Леннона».
Платівку названо «Моноліт Фобоса» на честь незвичного валуна на поверхні супутника Марса, про який в інтерв'ю розказував астронавт Базз Олдрін. Пісні поєднували характерні елементи, притаманні кожному з рок-ветеранів: ексцентричний фанк-метал та прогресивний рок Клейпула сусідили з мелодійним психоделічним роком Леннона, а абсурдистські та жартівливі тексти змінювалися більш серйозними автобіографічними та соціально значущими темами. Єдиний відеокліп було знято на пісню «Bubbles Burst», присвячену домашньому улюбленцю Майкла Джексона шимпанзе Баблзу.
Експериментальний та андеграундний альбом потрапив до альбомних хіт-парадів США та Великої Британії та був позитивно сприйнятий критиками, які назвали його однією з найкращих останніх робіт кожного з музикантів. 

## Знайомство Клейпула та Леннона

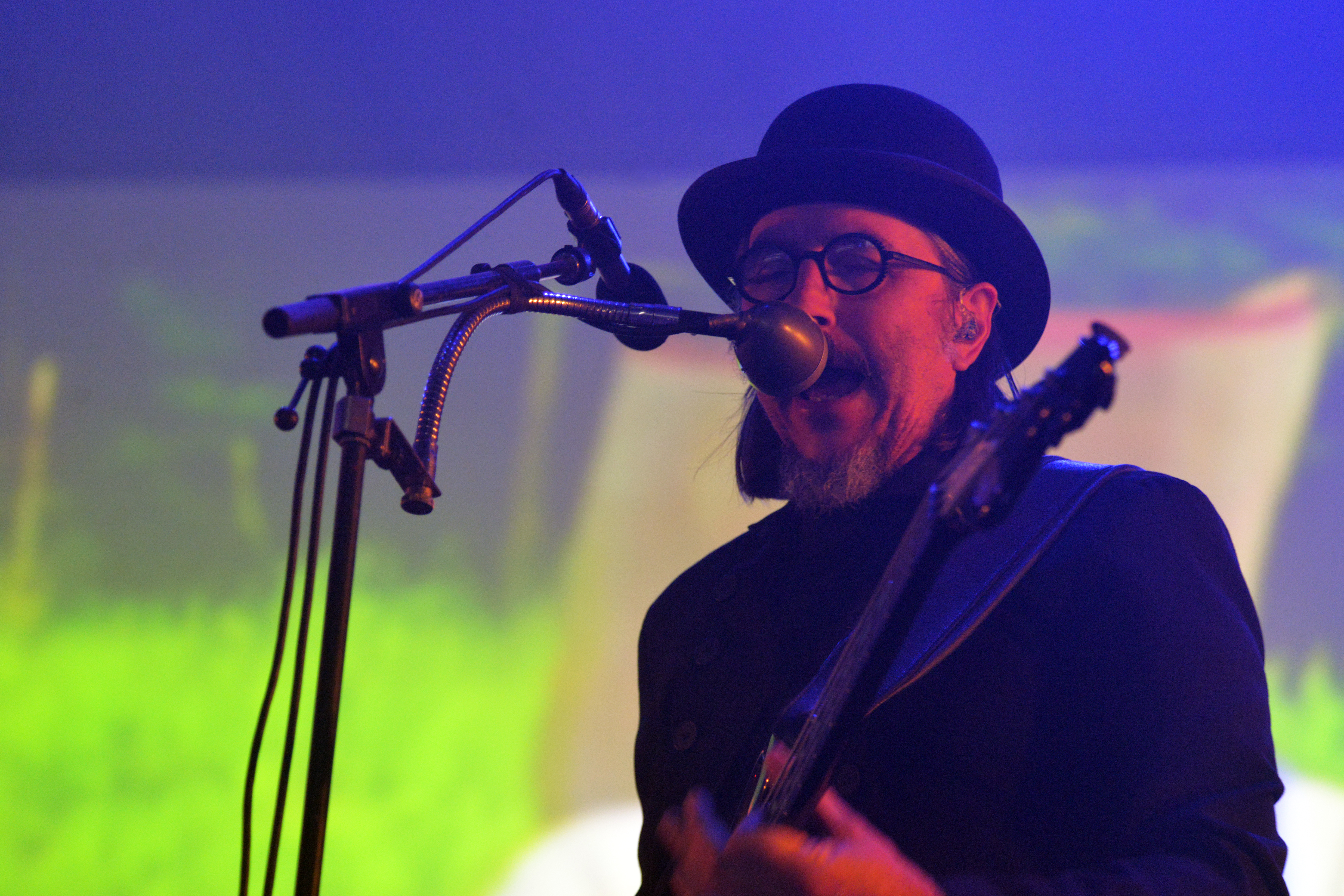
Лес Клейпул

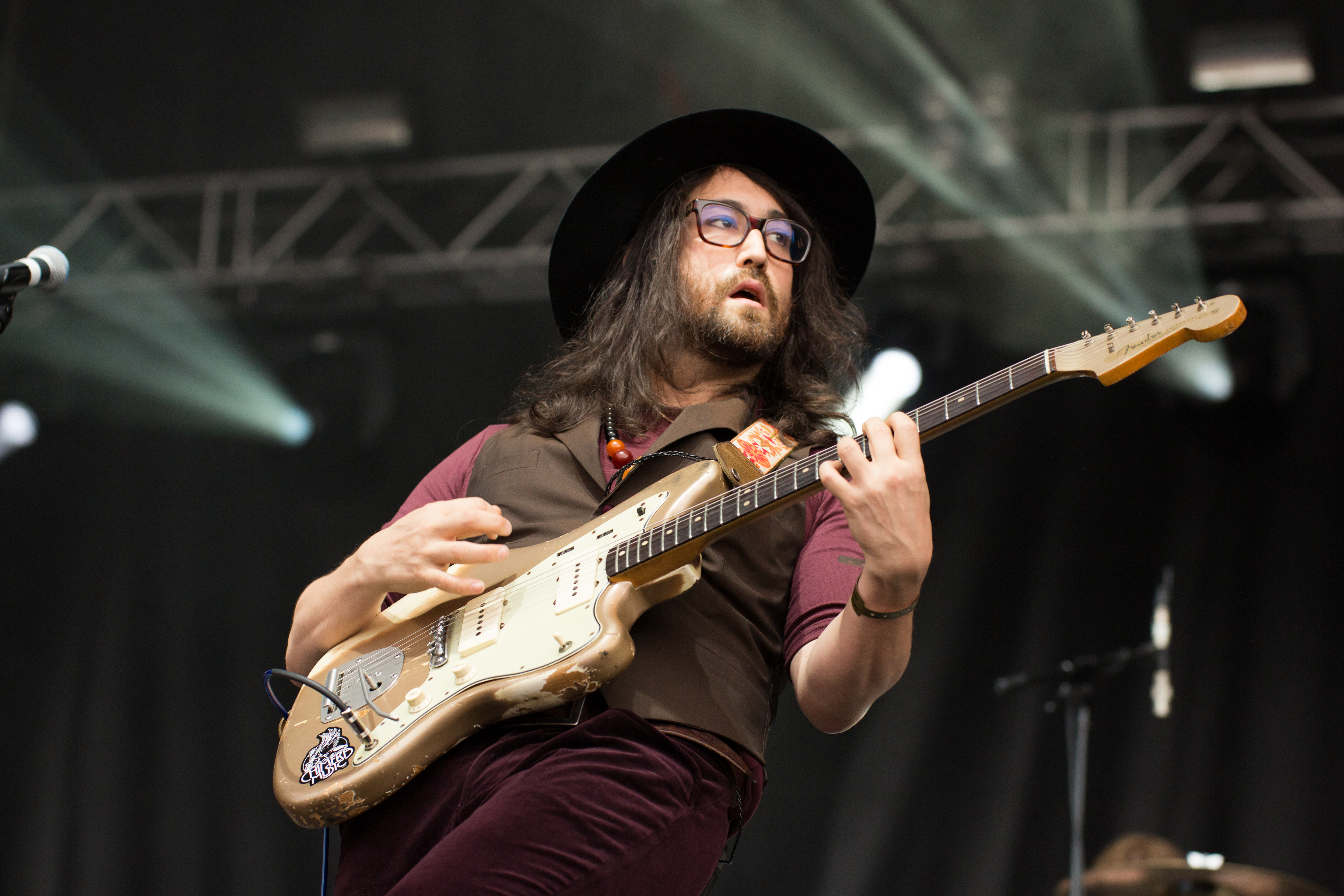
Шон Леннон

Засновниками проєкту The Claypool Lennon Delirium стали американські рок-музиканти Лес Клейпул та Шон Леннон. Клейпул був найбільш відомим як бас-гітарист каліфорнійського гурту Primus, заснованого у 1984 році, але окрім цього співпрацював з багатьма іншими музикантами, серед яких гітарист-віртуоз Buckethead, треш-метал-гурт Metallica і навіть експериментальний хіп-хоп-колектив Death Grips. Шон Леннон — син всесвітньо відомого музиканта Джона Леннона (The Beatles) та художниці Йоко Оно — також пішов по стопах батька, ставши частиною еклектичної музичної інді-сцени Нью-Йорка. Він грав на гітарі, синтезаторі та бас-гітарі, надаючи перевагу експериментальній музиці та прогресивному року. Починаючи з кінця 1990-х років Леннон випустив декілька сольних попальбомів на лейблі гурту Beastie Boys Grand Royal, гастролював як бас-гітарист з нью-йоркським альт-роковим колективом Cibo Matto, відзначався на записах американських реперів з Jurassic 5, психоделічних рокерів The Flaming Lips, та разом з барабанщиком Deerhoof Грегом Соньєром заснував проєкт Mystical Weapons.
Наприкінці 2014 року Primus видали восьмий студійний альбом Primus & the Chocolate Factory with the Fungi Ensemble, власну версію саундтреку до фільму «Віллі Вонка і шоколадна фабрика». Одночасно з цим гурт The Ghost of a Saber Tooth Tiger (або The GOASTT), заснований Шоном Ленноном та його подругою Шарлоттою Кемп Мул, випустив третю платівку Midnight Sun. The GOASTT виступали на розігріві у Primus під час концертного турне по Сполучених Штатах 2015 року, і саме тоді Клейпул та Леннон познайомилися один з одним. Вони затоваришували, час від часу граючи за лаштунками сцени в гастрольному автобусі. Одного вечора вони об'єдналися на сцені, виконавши пісню Primus «Southbound Pachyderm»: Леннон дуже нервував, бо вперше був єдиним гітаристом у колективі, а Клейпул, навпаки, хотів, щоб його новий товариш розкрився як віртуозний виконавець. Окрім музики, друзів поєднувало похмуре почуття гумору та любов до пластилінової анімації в мультфільмах.
Клейпул знав заздалегідь, що після закінчення турне Primus візьмуть річну перерву, тому збирався на цей час відродити супергурт Oysterhead, в якому грав разом з барабанщиком The Police Стюартом Коуплендом та гітаристом Phish Треєм Анастасіо. Проте через складнощі із графіком музикантів Oysterhead не змогли зібратися, і Клейпул вирішив спробувати записати щось з новим другом —  Шоном Ленноном.

## Запис альбому

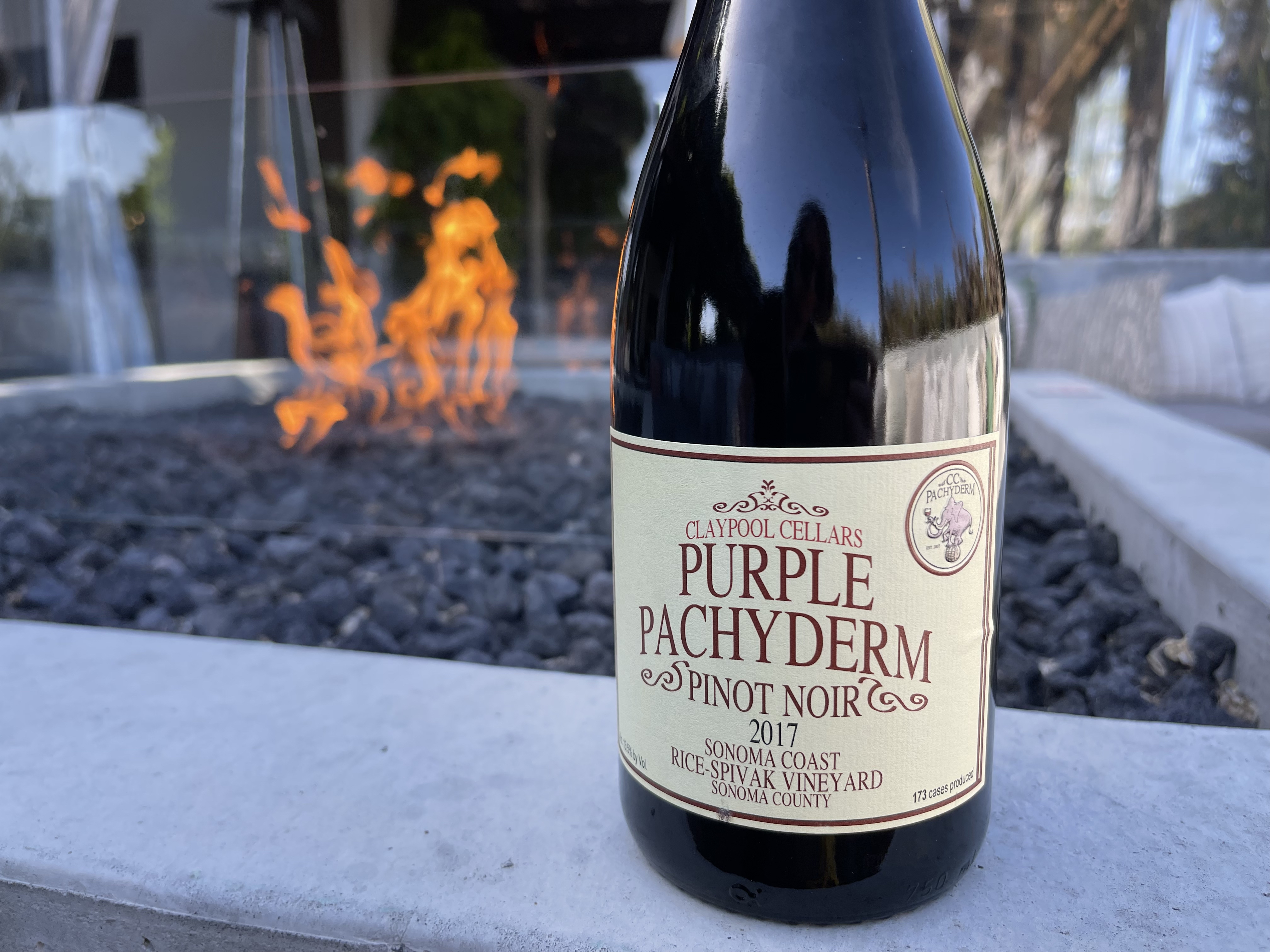
Червоне вино піно-нуар «Purple Pachyderm», яке виготовляють Лес та Чейні Клейпул

Коли спільний тур Primus та The GOASTT було закінчено, Клейпул запросив Леннона до свого будинку в окрузі Сонома, штат Каліфорнія. Музиканти мали можливість користуватися клейпулівською домашньою студією Rancho Relaxo, а у вільний від джем-сесій час ловили рибу, збирали гриби, та пили червоне вино, виготовлене з піно-нуару, зібраного на власних виноградниках Клейпула. Вони не ставили за мету обов'язково записати спільний альбом, а перш за все обмінювалися творчими ідеями, підштовхуючи один одного в незвичних музичних напрямках, «кидаючи речі на стіну, щоб побачити, що прилипне». 
Леннон та Клейпул удвох написали всі тексти та музику, а також зіграли на всіх музичних інструментах, включаючи гітару, бас-гітару, барабани, перкусію, мелотрон, контрабас та автоарфу. На відміну від більшості сольних проєктів Клейпула, де він сам сідав за барабанну установку, цього разу партії ударних виконував Леннон; його гра, яку Клейпул порівнював з Біллом Вордом, Ніком Мейсоном або Рінго Старром, стала одним з визначальних елементів звучання пісень. Кожен з музикантів мав власні заготовки пісень, але замість того, щоб розділити їх між собою —  «Спочатку я пишу цю пісню, а потім ти пишеш ту» —  вони допомагали один одному з текстами та музикою, доповнюючи рифи та поєднуючи їх з акордами.  
Студійні сесії Леннона та Клейпула тривали два тижні. За цей час вони записали одинадцять пісень, які було вирішено видати як альбом, спродюсувавши його самостійно. Зведенням завідував сам Клейпул, за допомогою другого інженера Метта Вайнгара. Мастеринг платівки проходив в Голлівуді під керівництвом Стівена Маркуссена, який працював з Primus над їхнім останнім альбомом.  

## Назва та обкладинка

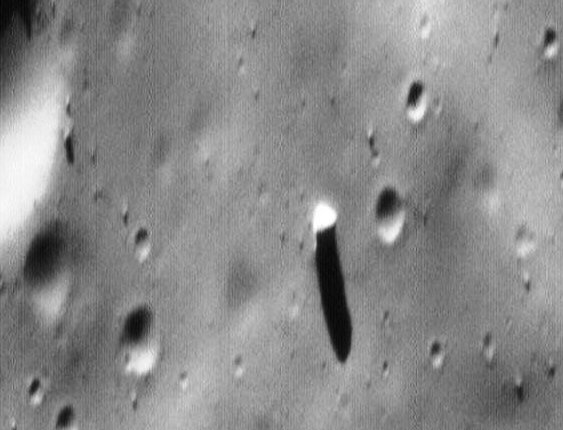
Фото моноліта на Фобосі (праворуч від центру, відкидаючи довгу тінь), зроблене космічним апаратом «Mars Global Surveyor» у 1998 році

Назва альбому «Моноліт Фобоса» є відсиланням до геологічного об'єкту на поверхні супутника Марса. Про високий валун незрозумілого походження, що вирізняється на космічних фотографіях довгою тінню, розказав в інтерв'ю 2009 року астронавт Базз Олдрін. Леннон та Клейпул згадали про це під час спілкування, коли обмінювалися дивними та незрозумілими історіями, наприклад, про сімейну пари з Кореї, яка так захопилася онлайн-іграми, що їхня дитина померла від голоду. Музиканти були вражені тим, що один з найбільш відомих американських астронавтів, який висаджувався на Місяць, говорить про потенційно штучне походження об'єкта на Фобосі: «Це здавалося справді дивним і стимулювало уяву. Я думаю, коли ми побачили, що це було настільки дивовижно, то вирішили, що можемо створити цілий альбом з цього». Зображення Олдріна, взяте з телевізійного ефіру 2009 року, з підмальованим третім оком, потрапило на обкладинку альбому Monolith of Phobos, створену Шоном Ленноном.

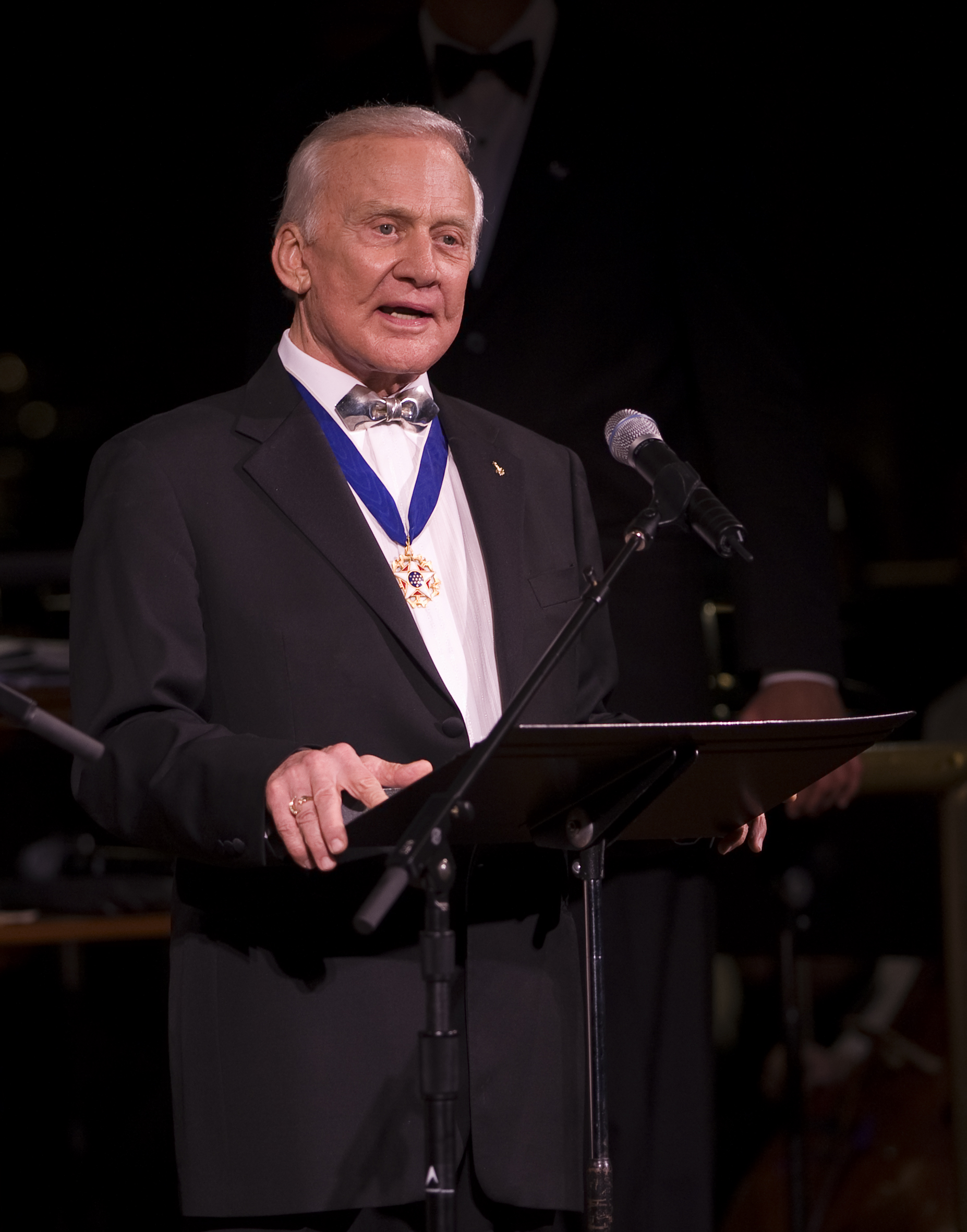
Базз Олдрін, 2009 рік

Слова Олдріна дійсно свого часу здивували глядачів, бо ця історія нагадувала Моноліт з фантастичного фільму «Космічна одіссея 2001 року». Насправді астронавт не був прихильником теорій змови, навпаки, посміхаючись з тих, хто став би запитувати «Хто це створив? Хто поставив його [моноліт] туди?» Наприкінці інтерв'ю Олдрін резюмував: «Всесвіт поставив це туди. Якщо хочете, Бог поставив це туди».

## Музика та тексти
Записаний двома рок-ветеранами, альбом увібрав в себе відмінні риси кожного з музикантів: джазові та фанкові гармонії, притаманні Лесу Клейпулу, та елементи психоделічної рок-музики, якою захоплювався Шон Леннон. В канадському виданні Hellbound їхні стилі навіть назвали діаметрально протилежними, вважаючи Леннона представником якісної попмузики, а його партнера  — уособленням «всього іншого», різноманіття інших музичних жанрів. Характерні риси творчості Клейпула були добре відомі за Primus та його іншими проєктами: віртуозне володіння бас-гітарою із впізнаваною технікою гри слепом, гугнявий, «мультяшний» носовий спів, тексти на межі безглуздості. Своєю чергою, Леннон був більш еклектичним артистом, співпрацювавши з широкими діапазоном авангардних виконавців, але незмінно дотримувався гармонійного, мелодичного і навіть «галюциногенного» стилю, компенсуючи ексцентричність колеги. Готовий результат порівнювали із альтернативною рок-музикою, створеною під впливом ранніх Pink Floyd часів Сіда Барретта, King Crimson та Hawkwind, що містив відсилання до The Beatles та Rush, таким чином знаходячись десь посередині між прогресивним та психоделічним роком, нагадуючи одночасно і Primus, і Tame Impala.
Тексти для частини пісень було написано Клейпулом та Ленноном заздалегідь, але деякі з них з'явилися прямо в студії. Так, одного дня музиканти обговорювали історію з Баззом Олдріном та монолітом на Фобосі, а вже наступного ранку Лес Клейпул написав про це цілу пісню. Леннон був вражений продуктивністю Клейпула, бо сам міг місяцями працювати над одним куплетом, але спостерігаючи за партнером і сам став працювати швидше. Клейпул, який був відомий своїми жартівливими текстами, вказував як джерело натхнення творчість американського романіста Чарлза Буковскі та дитячого письменника Доктора Сьюза. Своєю чергою, і Клейпул, і Леннон визнавали, що на них вплинув спільний перегляд сатиричного мюзиклу 1968 року «Голова», в якому брали участь музиканти гурту The Monkees; Леннон взагалі називав цей фільм своєрідною Біблією, в якій він завжди шукав натхнення для власних проєктів. Серед сюрреалістичних та зловісних текстів із вигаданими героями вирізнялася тема ліків, що продаються за рецептом: Шон Леннон був обурений тим, що одночасно з боротьбою проти збуту наркотиків, великі фармацевтичні компанії легально продають дітям ліки, які призводять до схожих ефектів, руйнуючи суспільство.

## Список композицій
1. «The Monolith of Phobos» 04:40

Клейпул: текст, головний вокал, бас-гітара. Леннон: вокал, мелотрон, барабани.
Заголовний трек «Моноліт Фобоса» — це розповідь про загадковий валун, що знаходиться на поверхні супутника Марса, який «дивиться Баззу [Олдріну] в очі, змушуючи його запитувати, чому ми живемо або вмираємо». Вступ до пісні розпочинається з зацикленого басу, який нагадує радіохвилі від пульсара; надалі фірмові басові рифи Клейпула поєднуються з атмосферними гітарними ефектами, насиченими реверберацією.
2. «Cricket and the Genie (Movement 1 — the Delirium)» 03:52

Клейпул: вокал, бас-гітара. Леннон: текст, головний вокал, гітара, мелотрон, барабани.
Леннонівська історія «Цвіркун і джин», в якій розповідається про небезпеку лік, що відпускаються за рецептом, розділена на дві частини: «Делірій» та «Ораторія Цвіркуна». Перша половина, в якій співає Шон Леннон, порівнювалася із психоделічним роком зі збірки Nuggets кінця 1960-х років, але також містила елементи спейс-року Hawkwind та інструментальних аранжувань The Beatles часів альбому Magical Mystery Tour.
3. «Cricket and the Genie (Movement 2 — Oratorio di Cricket)» 04:16

Клейпул: вокал, бас-гітара, мелотрон. Леннон: текст, головний вокал, гітара, мелотрон, барабани.
Друга частина диптиха є набагато повільнішою, насиченою низьким гулом органу. Переважно інструментальна композиція закінчувалася повторенням фрази «Ви повинні спробувати, ви дійсно повинні спробувати це…». Критики вважали, що моторошна атмосфера треку була схожою на музику Денні Ельфмана, написану для кінофільмів Тіма Бертона.
4. «Mr. Wright» 04:21

Клейпул: текст, головний вокал, бас-гітара, мелотрон. Леннон: вокал, гітара, барабани.
«Містер Райт» — фанк-рокова композиція, написана та виконана Клейпулом, близька до творчості Primus. Її текст розповідає про старого збоченця, нібито чесного американського громадянина, який потайки встановив маленькі камери, щоб насолоджуватися підгляданням за дівчиною.
5. «Boomerang Baby» 05:48

Клейпул: вокал, контрабас. Леннон: текст, головний вокал, гітара, мелотрон, барабани.
Композиція «Дівчина-бумеранг» розповідає про покоління міленіалів, «дітей-бумерангів», що спочатку залишають батьків, а потім повертаються додому. Леннон співає про дівчину, яка «почувається самотньою, попри велику кількість сучасних друзів та стосунків; не має значення, що вона знає, її телефон покращує розмову». Психоделічна балада написана в змішаному розмірі «сім восьмих» та порівнювалася із піснями з ранніх альбомів гурту Spirit.
6. «Breath of a Salesman» 03:27

Клейпул: текст, головний вокал, бас-гітара. Леннон: вокал, гітара, мелотрон, барабани.
У «Диханні продавця» Клейпул звертається до настирливого шанувальника та вимагає дати йому спокій: «Я не хочу, щоб ти приходив поговорити зі мною, розмірковував про мою життєву філософію». Музику до пісні вважали схожою на творчість Pink Floyd, та називали її аналогом хіта «Limelight» від Rush, адаптованим для покоління «Лоллапалузи».
7. «Captain Lariat» 06:00

Клейпул: текст, головний вокал, бас-гітара. Леннон: вокал, гітара, мелотрон, барабани.
Головним героєм гумористичної пісні «Капітан Ларіат» є дантист із татуюванням Шона Пенна, який приохотився до вживання закису азоту («веселющого газу»). Гугнявий голос Клейпула та насичений слеповий бас контрастують з гармоніями Леннона у приспіві, які порівнювали із батьківськими «Полуничними полями назавжди».
8. «Ohmerica» 05:08

Клейпул: вокал, бас-гітара. Леннон: текст, головний вокал, гітара, мелотрон, барабани.
В «Охмериці» Шон Леннон критикував стан Сполучених Штатів під керівництвом Дональда Трампа, суспільство споживання та посилений контроль за розповсюдженням інформації. Він співав про те, що «земля вільних» перетворилася на «дім для наївних», нагадуючи своїм політичним активізмом батьківські погляди. Пісня, яку вважали однією з найсильніших на альбомі, поєднувала дзвінкі акорди на бас-гітарі та клавішні в стилі 1960-х.  
9. «Oxycontin Girl» 05:03

Клейпул: текст, головний вокал, бас-гітара, мелотрон, барабани. Леннон: вокал, гітара, автоарфа.
«Оксиконтинова дівчина» сприймалася оглядачами як третя частина циклу, розпочатого в «Цвіркуні та джині». В центрі уваги знаходиться дівчина, яка хоча й уникає наркотиків (героїну), але вмирає від вживання ліків, що містять опіати. Тематика пісні перетиналася із бітловською «She's Leaving Home», а музична частина містила відсилання до Black Sabbath, The Kinks та Френка Заппи.
10. «Bubbles Burst» 04:10

Клейпул: головний вокал, бас-гітара. Леннон: текст, вокал, гітара, мелотрон, барабани.
Назва пісні «Бульбашки лопаються» містить гру слів, бо розповідає про шимпанзе Баблза (англ. Bubbles — «бульбашки»), домашнього улюбленця Майкла Джексона. Історія життя тварини супроводжується меланхолічною музикою, наголошуючи на темах втрати невинності та людських вадах. Для Шона Леннона ця пісня мала автобіографічний характер, бо він ще дитиною відвідував ранчо Джексона Neverland: «Зі мною не відбувалося нічого протизаконного, але все це було так, ніби я опинився в якійсь фантастичній країні Пітера Пена. І було відчуття, що коли Баблз постаріє, його доведеться позбутися, тому що шимпанзе перетворюються на злих або небезпечних дорослих».
11. «There's No Underwear In Space» 03:27

Клейпул: контрабас. Леннон: гітара, мелотрон.
Завершальна композиція «У космосі немає спідньої білизни» є повністю інструментальною, атмосферною трихвилинною замальовкою, яку порівнювали з бітлівською «Because» та пінкфлойдівською «The Great Gig in the Sky».

## Вихід альбому

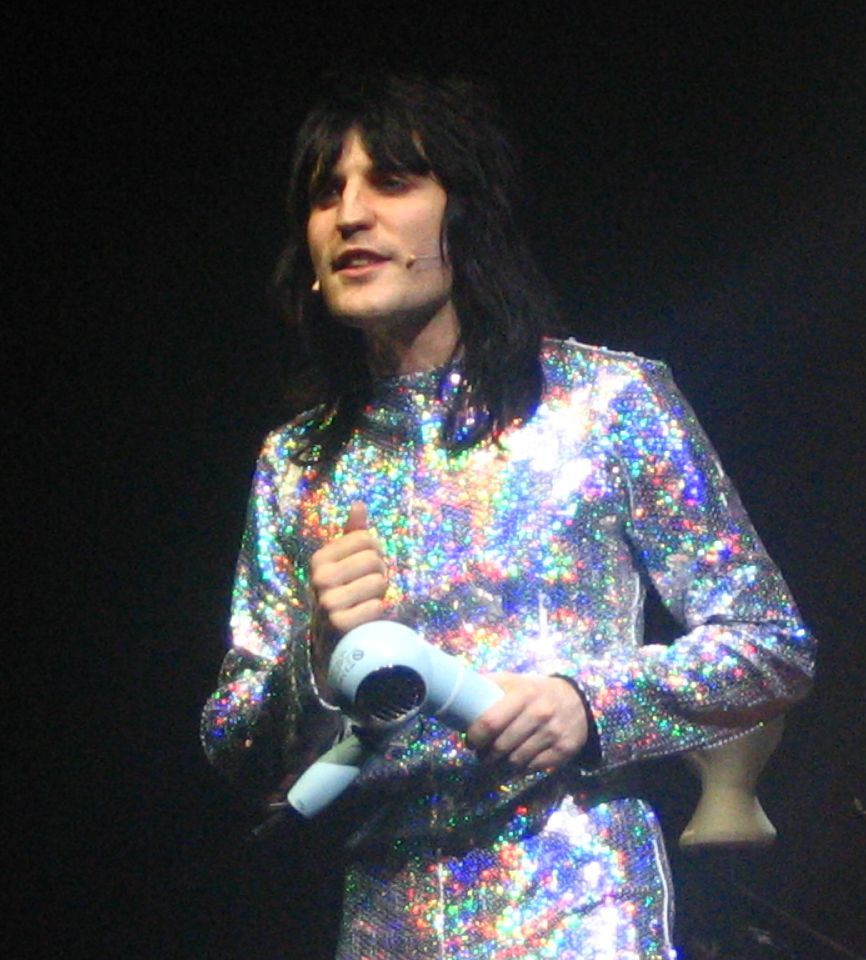
Англійський комік Ноель Філдінг, який зіграв роль Майкла Джексона в відеокліпі «Bubbles Burst»

Альбом Monolith of Phobos вийшов на американському незалежному лейблі ATO Records 3 червня 2016 року. В примітках до релізу його називали «зіштовхуванням двох світів, чудових та дивних», та «об'єднанням абстрактних талантів» Леннона та Клейпула після успішного літного туру їхніх гуртів.  Від експериментальної платівки, передусім орієнтованої на пошановувачів андеграундної музики та інді-сцени, мало хто очікував успіху. З усім тим, Monolith of Phobos провів тиждень в національному американському чарті Billboard 200, посівши 84 місце, а також піднявся на 35 сходинку в хіт-параді альбомів Великої Британії.
Перші пісні з альбому було опубліковано за місяць до офіційного релізу. В травні 2016 року гурт видав «ліричне відео» з текстом пісні «Cricket and The Genie (Movement I, The Delirium)» на фоні абстрактного психоделічного відеоряду. 3 червня, одночасно з виходом всього альбому, було випущено повноцінний відеокліп на пісню «Bubbles Burst». Режисером відео став сам Лес Клейпул, а головні ролі виконали Майкл і Ноель Філдінг з британської комік-групи «Майті Буш». В першій частині герої братів Філдінгів — король попмузики та його шимпанзе — знайомляться один з одним, а в другій, виконаній у жанрі пластилінової анімації, летять у космос. Багато хто обурювався на те, як у кліпі було зображено Майкла Джексона, але Шон Леннон пояснював щирість власних намірів: «Я просто намагався розважитись і поговорити про дивну ситуацію так, щоб це було мистецтвом».
На підтримку альбому The Claypool Lennon Delirium вирушили в масштабне турне Сполученими Штатами, яке тривало з червня по вересень 2016 року. Разом з Лесом Клейпулом та Шоном Ленноном, учасниками концертного складу гурту стали Марк Рамос Нішіта (також відомий як «Money Mark») з Beastie Boys та Пол Балді з Fungi Band. Окрім пісень з альбому Monolith of Phobos, музиканти виконували пісні з репертуару власних гуртів, а також кавер-версії, серед яких «Astronomy Domine» Pink Floyd та «Tomorrow Never Knows» The Beatles.

## Критичні відгуки
Переважна кількість музичних критиків оцінили колаборацію Леса Клейпула та Шона Леннона схвально. На канадському сайті Hellbound її назвали найкращою роботою музикантів за останні роки, «фантастичним балансом неймовірної геніальності». На радіостанції KEXP-FM та на сайті American Songwriter платівку порівняли з американськими гірками, рецензент Backseat Mafia назвав її «найкращою річчю після шоколаду та арахісового масла», а в каталозі AllMusic — «дивовижним твором, який крутиться і перевертається, нарешті об'єднуючи всі їхні ідеї, перш ніж відправити їх у далекий куточок космосу». На сайтах Exclaim! та Consequence відзначили, що автори пісень нібито підживлювалися психоделіками, а в журналі Classic Rock спільний проєкт назвали подорожжю, в яку фронтмен «Primus» взяв свого молодшого колегу.
В журналі Record Collector відзначили, що пісні з альбому дуже відрізнялися за якістю, але попри велику кількість запозичень, альбом відрізнявся «незвичним шармом». На сайті PopMatters платівку назвали передбачуваним омажем до прогресивного року 1970-х років, який не можна назвати ані великим успіхом, ані суттєвим провалом. Найбільш негативний відгук було опубліковано в британському журналі Loud and Quiet: «У своїх рідкісних найкращих епізодах „Фобос“ звучить як вінтажний Ween — вивчений жанровий пастиш, який час від часу дозволяє слухачеві жартувати. Здебільшого, проте, марення Клейпула та Леннона виправдовує свою назву, як гарячковий сон; ви хочете, щоб це припинилося, а поки це ще не сталося, просто сподіваєтеся, що парацетамол зробить свою справу».